# Inoki Genome Federation
Pour les articles homonymes, voir IGF.
Inoki Genome Federation (IGF) est une fédération de catch au Japon fondée par Antonio Inoki en 2007.

## Histoire
Le 14 novembre 2005, Yuke's Media Creation rachète la New Japan Pro Wrestling (NJPW) fondé par Antonio Inoki en 1972.
Le 14 mars 2007, Inoki annonce la création de sa nouvelle fédération, l'Inoki Genome Federation. Le même jour, son fils Simon quitte son poste de président de la NJPW.

## IWGP Third Belt Championship
Bien que l'IGF réfère sa ceinture comme le IWGP World Heavyweight Championship (et est reconnu par l'IGF et la TNA), ce n'est pas le même titre qui est reconnu par la New Japan Pro Wrestling (NJPW). L'IGF affirme que le IWGP World Heavyweight Championship n'a jamais été détenu bien que Brock Lesnar s'est vu attribuer le titre par la NJPW en 2006. Le titre était défendu pour la première fois par Lesnar contre Kurt Angle dans le main-event du show inaugural de l'IGF card le 29 juin 2007. Le IWGP Third Belt Championship est reconnu par la National Wrestling Alliance comme le NWA Japan Championship.
| Catcheur          | Règnes | Date            | Jours     | Ville        | Notes |
| ----------------- | ------ | --------------- | --------- | ------------ | --- |
| Brock Lesnar      | 1      | 15 juillet 2006 | 349 jours | Tokyo, Japon | A battu Fujita et Masahiro Chono dans un three-way match. La NJPW a retiré à Lesnar le IWGP World Heavyweight Championship le 15 juillet 2006. La IGF considère ce règne actif et a créé le IWGP Third Belt Championship en 2007. |
| Kurt Angle        | 1      | 29 juin 2007    | 233 jours | Tokyo, Japon | [ 4 ] |
| Shinsuke Nakamura | 1      | 17 février 2008 | 0         | Tokyo, Japon | [ 4 ] |
| Titre vacant      |        | 17 février 2008 |           |              | [ 4 ] |

## IGF championship
En février 2011, IGF commence un tournoi afin de déterminer le premier IGF champion.
La finale du tournoi devait être Jérôme Le Banner contre Josh Barnett mais le 19 août 2011 Josh Barnett a déclaré forfait pour la finale alors Jérôme Le Banner fut déclaré premier champion IGF.